# Snatch (serie de televisión)
Snatch es una serie de televisión británica-estadounidense estrenada el 16 de marzo de 2017 por medio de Sony Crackle. La serie fue creada por Alex De Rakoff y está basada en la película de Guy Ritchie con el mismo nombre, Snatch, estrenada en 2000.
La serie ha contado con la participación de los actores Jack Fox, Adam Levy, Emmett Scanlan, Ray Fearon, Karen Hassan y Michael Obiora, entre otros.
El 19 de abril de 2017 se anunció que la serie había sido renovada para una segunda temporada.
A mediados del 2018 se estrenó la segunda temporada de la misma que incluyó actores como Tristán Ulloa, Úrsula Corberó, Fran Perea y Rubén Ochandiano.

## Historia
"Snatch" es la adaptación televisiva de la película homónima, que sigue las andanzas que corren un grupo de jóvenes estafadores, que se ven inmersos en el peligroso mundo del crimen organizado tras tropezarse con un camión cargado con lingotes de oro robados.

## Personajes

### Personajes principales
| Actor              | Personaje               | Ocupación                          | N.º de episodios | Duración  |
| ------------------ | ----------------------- | ---------------------------------- | ---------------- | --------- |
| Luke Pasqualino    | Albert Hill             | Estafador                          | 20               | 2017-2018 |
| Rupert Grint       | Charlie Cavendish-Scott | Estafador                          | 20               | 2017-2018 |
| Lucien Laviscount  | Billy "Fuckin" Ayres    | Boxeador                           | 20               | 2017-2018 |
| Marc Warren        | Bob Fink                | Detective inspector (corrupto)     | 10               | 2017-2018 |
| Phoebe Dynevor     | Lotti Mott              | -                                  | 20               | 2017-2018 |
| Stephanie Leonidas | Chloe Cohen             | Distribuidora de oro               | 10               | 2017-2018 |
| Dougray Scott      | Vic Hill                | Ladrón de bancos / Padre de Albert | 20               | 2017-2018 |
| Tamer Hassan       | Harry "Hate 'Em"        | Criminal                           | 20               | 2017-2018 |
| Juliet Aubrey      | Lily Hill               | Madre de Albert                    | 20               | 2017-2018 |

### Personajes recurrentes
| Actor           | Personaje            | Ocupación                           | N.º de episodios | Duración  |
| --------------- | -------------------- | ----------------------------------- | ---------------- | --------- |
| Ian Gelder      | Norman Gordon        | Ladrón de cajas fuertes             | 9                | 2017-2018 |
| Claire Cooper   | Miss Terri Dwyer     | -                                   | 7                | 2017-2018 |
| Vincent Regan   | Jones                | Superintendente en jefe             | 5                | 2017-2018 |
| Johann Myers    | "Windrush"           | -                                   | 5                | 2017-2018 |
| Ed Westwick     | Sonny Castillo       | Criminal                            | 4                | 2017-2018 |
| David Bamber    | "Staff"              | Mayordomo de los Cavendish-Scotts   | 4                | 2017-2018 |
| Nick Pearse     | Bert                 | Oficial de la correccional          | 4                | 2017-2018 |
| Brian McCardie  | Tío Dean             | Líder de un camping de Pikeys       | 4                | 2017-2018 |
| Duncan Clyde    | Peters               | -                                   | 4                | 2017-2018 |
| Luke J.I. Smith | Mushy                | -                                   | 4                | 2017-2018 |
| Henry Goodman   | Saul Gold            | Jefe del crimen / Joyero            | 3                | 2017-2018 |
| Russ Bain       | Lawrence McLeod      | Seguridad de la Estación de Policía | 3                | 2017-2018 |
| Julian Firth    | Lord Cavendish Scott | Padre de Charlie                    | 2                | 2017-2018 |

## Episodios

### Vista general de los episodios
| Temporada | Episodios | Salida al aire original  | Salida al aire original  |
| Temporada | Episodios | Primera salida al aire   | Última salida al Aire    |
| --------- | --------- | ------------------------ | ------------------------ |
| 1         | 10        | 16 de marzo de 2017      | 16 de marzo de 2017      |
| 2         | 10        | 13 de septiembre de 2018 | 13 de septiembre de 2018 |

### Temporada 1 (2017)
| Nº en general | Nº en temporada | Título                 | Dirigida por   | Escrita por                                                                                               | Fecha original de realización |
| 1             | 1               | "All That Glitters"    | Nick Renton    | Historia de: Alex De Rakoff y David Harris Kline Guion escrito por: Alex De Rakoff                        | 16 de marzo de 2017           |
| 2             | 2               | "Badda Bling"          | Nick Renton    | Historia de: Alex De Rakoff y David Harris Kline Guion escrito por: David Harris Kline                    | 16 de marzo de 2017           |
| 3             | 3               | "Going In Heavy"       | Nick Renton    | Historia de: Alex De Rakoff y David Harris Kline Guion escrito por: Alex De Rakoff                        | 16 de marzo de 2017           |
| 4             | 4               | "Across The Pond"      | Nick Renton    | Historia de: Alex De Rakoff y David Harris Kline Guion escrito por: Alex De Rakoff y Jason Kaleko         | 16 de marzo de 2017           |
| 5             | 5               | "The Smelt Down"       | Lawrence Gough | Historia de: Alex De Rakoff y David Harris Kline Guion escrito por: Alex De Rakoff                        | 16 de marzo de 2017           |
| 6             | 6               | "Fly Away You Nutters" | Lawrence Gough | Alex De Rakoff y David Harris Kline                                                                       | 16 de marzo de 2017           |
| 7             | 7               | "Coming Home To Roost" | Lawrence Gough | Historia de: Alex De Rakoff y David Harris Kline Guion escrito por : David Harris Kline y Chris Gorak     | 16 de marzo de 2017           |
| 8             | 8               | "Pear Shaped"          | Lawrence Gough | Historia de : Alex De Rakoff y David Harris Kline Guion escrito por : Jason Kaleko y Beanie Brownjohn     | 16 de marzo de 2017           |
| 9             | 9               | "Creepers"             | Geoffrey Sax   | Historia de : Alex De Rakoff y David Harris Kline Guion escrito por : David Harris Kline y Simon Spurrier | 16 de marzo de 2017           |
| 10            | 10              | "A Family Affair"      | Geoffrey Sax   | Historia de : Alex De Rakoff & David Harris Kline Guion escrito por: Alex De Rakoff & Beanie Brownjohn    | 16 de marzo de 2017           |

### Temporada 2 (2018)
| Nº en general | Nº en temporada | Título                     | Dirigida por   | Escrita por                                    | Fecha original de realización |
| 11            | 1               | "Ole"                      | Tom Dey        | Alex De Rakoff                                 | 13 de septiembre de 2018      |
| 12            | 2               | "The Catalan and the Mute" | Tom Dey        | Alex De Rakoff                                 | 13 de septiembre de 2018      |
| 13            | 3               | "Larga Vida al Rey"        | Tom Dey        | Grant Levy y Dominik Rothbard                  | 13 de septiembre de 2018      |
| 14            | 4               | "Haymaker"                 | Luis Prieto    | Michael Cobian                                 | 13 de septiembre de 2018      |
| 15            | 5               | "Good Work for Good Money" | Luis Prieto    | Anderson MacKenzie                             | 13 de septiembre de 2018      |
| 16            | 6               | "Bomba"                    | Kevin Connolly | Alex De Rakoff y Anderson MacKenzie            | 13 de septiembre de 2018      |
| 17            | 7               | "Heavy Wears the Crown"    | Kevin Connolly | Alex De Rakoff y Michael Cobian                | 13 de septiembre de 2018      |
| 18            | 8               | "Diamonds Ain't Forever"   | Kevin Connolly | Alex De Rakoff y Grant Levy y Dominik Rothbard | 13 de septiembre de 2018      |
| 19            | 9               | "Close Quarters"           | Luis Prieto    | Alex De Rakoff y Grant Levy y Dominik Rothbard | 13 de septiembre de 2018      |
| 20            | 10              | "Job Done"                 | Luis Prieto    | Alex De Rakoff y Anderson MacKenzie            | 13 de septiembre de 2018      |

## Producción
La serie cuenta con los directores Lawrence Gough, Nicholas Renton y Geoffrey Sax, así como también con la productora Helen Flint y los productores ejecutivos Alex De Rakoff y Rupert Grint, y los escritores Alex De Rakoff, David Harris Kline, Jason Kaleko, Beanie Brownjohn, Chris Gorak, Simon Spurrier y Guy Ritchie.
La música está a cargo de Christian Lundberg y Mark Sayfritz, mientras que la edición es realizada por John Lee y Sean Van Hales.
La serie está basada en la película Snatch del director y guionista británico Guy Ritchie estrenada en el año 2000 y protagonizada por Benicio Del Toro, Jason Statham, Stephen Graham, Alan Ford, Brad Pitt, Dennis Farina y Rade Serbedzija.